# Luise Ullrich
Luise Ullrich (ur. 31 października 1910 zm. 22 stycznia 1985) – austriacka aktorka filmowa.

## Filmografia
- 1932: Goethe-Gedenkfilm-1.Der Werdegang
- 1934: Liebe dumme Mama jako Heidie Burkhardt
- 1941: Annelie jako Annelie Dorensen
- 1957: Alle Wege fuhren heim jako Tilla Haidt
- 1979: Nachbarn und andere nette Menschen

## Nagrody
Za rolę Annelie Dorensen w filmie Annelie została uhonorowana Pucharem Volpiego dla najlepszej aktorki.